# 알렉산데르 밀로셰비치
고란 알렉산데르 쇠스트룀 밀로셰비치(스웨덴어: Goran Alexander Sjöström Milošević, 1992년 1월 30일 ~ )는 덴마크 수페르리가의 구단인 바일레 BK에서 센터 백으로 활약하고 있는 스웨덴의 축구 선수이다.

## 수상

### 클럽
베식타시
- 쉬페르리그: 2015–16

### 국가대표
스웨덴 U21
- UEFA U-21 축구 선수권 대회: 2015

### 개인
- 알스벤스칸 신인상: 2011[1]